# Campeonato de Primera C 1992-93 (Argentina)
El Campeonato de Primera C 1992-93 fue la quincuagésima novena edición del certamen y la séptima de esta división como cuarta categoría del fútbol argentino. Fue disputado entre el 4 de julio de 1992 y el 6 de junio de 1993 por 18 equipos.
Se incorporaron para esta temporada Deportivo Paraguayo y Barracas Central, campeón y segundo ascendido de la Primera D, así como Juventud Unida y Defensores Unidos, provenientes de la misma categoría, que fueron ascendidos debido a su ubicación en la tabla de posiciones con el fin de alcanzar 18 equipos en la categoría. Por otro lado, no hubo descensos desde la Primera B por lo que no se incorporó ningún equipo de esa divisional. El torneo estuvo conformado por 18 equipos, que jugaron un torneo largo de 34 fechas.
El campeón fue Colegiales, que de esta manera obtuvo el primer ascenso, al vencer en una final a Argentino de Quilmes, que luego obtuvo el segundo ascenso tras consagrarse ganador del Torneo reducido.
Asimismo, el torneo determinó el descenso de Victoriano Arenas, último en la tabla de promedios, y de Lugano, que había finalizado igualado en la anteúltima ubicación con Tristán Suárez y luego perdió un desempate ante dicho equipo.

## Ascensos y descensos
| Descendidos de la Primera C 1991-92 |
| ----------------------------------- |
| No hubo                             |

| Posición  | Ascendidos de la Primera D 1991-92 |
| --------- | ---------------------------------- |
| 1.º       | Deportivo Paraguayo                |
| Gan. red. | Barracas Central                   |
| 2.º       | Juventud Unida                     |
| 3.º       | Defensores Unidos                  |

| Posición     | Ascendidos a la Primera B 1992-93 |
| ------------ | --------------------------------- |
| 1.º          | Defensores de Belgrano            |
| Gan. red.    | Dock Sud                          |
| Torneo perm. | Comunicaciones                    |

| Descendidos de la Primera B 1991-92 |
| ----------------------------------- |
| No hubo                             |

- De esta manera, el número de equipos participantes aumentó a 18.

## Equipos participantes
| Equipo               | Ciudad            | Estadio                  | Capacidad |
| -------------------- | ----------------- | ------------------------ | --------- |
| Argentino            | Merlo             | Argentino de Merlo       | 11.000    |
| Argentino de Quilmes | Quilmes           | Argentino de Quilmes     | 7000      |
| Barracas Central     | Buenos Aires      | Barracas Central         | 4400      |
| Berazategui          | Berazategui       | Norman Lee               | 5500      |
| Brown                | Adrogué           | Lorenzo Arandilla        | 4500      |
| Claypole             | Claypole          | Rodolfo Vicente Capocasa | 1000      |
| Colegiales           | Munro             | Libertarios Unidos       | 6000      |
| Defensores Unidos    | Zárate            | Gigante de Villa Fox     | 2500      |
| Deportivo Paraguayo  | Buenos Aires      | José María Moraños       | 1500      |
| Excursionistas       | Buenos Aires      | Excursionistas           | 7200      |
| Flandria             | Jáuregui          | Carlos V                 | 5000      |
| Juventud Unida       | San Miguel        | Franco Muggeri           | 3200      |
| Leandro N. Alem      | General Rodríguez | Leandro N. Alem          | 4000      |
| Lugano               | Tapiales          | José María Moraños       | 1500      |
| Midland              | Libertad          | Ciudad de Libertad       | 4000      |
| San Telmo            | Dock Sud          | Dr. Osvaldo Baletto      | 10 500    |
| Tristán Suárez       | Ezeiza            | 20 de Octubre            | 15 000    |
| Victoriano Arenas    | Valentín Alsina   | Saturnino Moure          | 1500      |

| 1. |

|  |

### Distribución geográfica de los equipos
| Región                                   | Cant. | Equipos |
| ---------------------------------------- | ----- | --- |
| Conurbano bonaerense                     | 12    | Argentino (M), Argentino de Quilmes, Berazategui, Brown (A), Claypole, Colegiales, Juventud Unida, Lugano, Midland, San Telmo, Tristán Suárez y Victoriano Arenas |
| Ciudad de Buenos Aires                   | 3     | Barracas Central, Deportivo Paraguayo y Excursionistas |
| Interior de la provincia de Buenos Aires | 3     | Defensores Unidos, Flandria y Leandro N. Alem |

## Formato

### Competición
Se disputaron dos torneos: Apertura y Clausura. En cada uno de ellos, los 18 equipos se enfrentaron todos contra todos. Ambos se jugaron a una sola rueda. Los partidos disputados en el Torneo Clausura representaron los desquites de los del Torneo Apertura, invirtiendo la localía. Si el ganador de ambas fases fuera el mismo equipo, sería el campeón. En cambio, si los ganadores del Apertura y el Clausura fueran dos equipos distintos disputarían una final a dos partidos para determinarlo. El perdedor de la final, por su parte, clasificaría al Torneo reducido.
Por otro lado, los dos equipos mejor ubicado en cada uno de los torneos, excluyendo al ganador, así como los tres o cuatro equipos que, al finalizar la disputa, ocuparan los primeros puestos de la tabla general de la temporada, excluyendo también al o a los ganadores de cada fase, clasificarían al Torneo reducido junto al perdedor de la final por el primer ascenso, si la hubiera.

### Ascensos
Los ganadores de cada uno de los torneos disputaron una final cuyo ganador se consagró campeón y ascendió directamente. Los equipos que finalizaron en el segundo y tercer lugar en cada uno de los torneos, así como los tres mejor ubicados de la tabla de posiciones final, clasificaron al Torneo reducido, cuyo ganador obtuvo el segundo ascenso.

### Descensos
El promedio se calculó con los puntos obtenidos en la fase regular de los torneos de 1990-91, 1991-92 y 1992-93. Los equipos que ocuparon los dos últimos lugares de la tabla de promedios descendieron a la Primera D.

## Torneo Apertura

### Tabla de posiciones
| Pos. | Equipo               | Pts. | PJ | PG | PE | PP | GF | GC | Dif. |
| ---- | -------------------- | ---- | -- | -- | -- | -- | -- | -- | ---- |
| 1.º  | Argentino de Quilmes | 26   | 17 | 10 | 6  | 1  | 29 | 13 | 16   |
| 2.º  | Flandria             | 25   | 17 | 10 | 5  | 2  | 24 | 14 | 10   |
| 3.º  | Deportivo Paraguayo  | 23   | 17 | 8  | 7  | 2  | 27 | 14 | 13   |
| 4.º  | Colegiales           | 22   | 17 | 8  | 6  | 3  | 29 | 12 | 17   |
| 5.º  | Lugano               | 20   | 17 | 8  | 4  | 5  | 14 | 19 | −5   |
| 6.º  | Argentino de Merlo   | 19   | 17 | 8  | 3  | 6  | 19 | 19 | 0    |
| 7.º  | Barracas Central     | 19   | 17 | 8  | 3  | 6  | 16 | 17 | −1   |
| 8.º  | Defensores Unidos    | 18   | 17 | 7  | 4  | 6  | 27 | 22 | 5    |
| 9.º  | Brown de Adrogué     | 18   | 17 | 8  | 2  | 7  | 20 | 16 | 4    |
| 10.º | Berazategui          | 17   | 17 | 7  | 3  | 7  | 22 | 19 | 3    |
| 11.º | Midland              | 17   | 17 | 6  | 5  | 6  | 16 | 14 | 2    |
| 12.º | Excursionistas       | 17   | 17 | 6  | 5  | 6  | 16 | 21 | −5   |
| 13.º | Tristán Suárez       | 16   | 17 | 6  | 4  | 7  | 24 | 23 | 1    |
| 14.º | Juventud Unida       | 12   | 17 | 2  | 8  | 7  | 8  | 15 | −7   |
| 15.º | Claypole             | 11   | 17 | 3  | 5  | 9  | 9  | 24 | −15  |
| 16.º | Leandro N. Alem      | 10   | 17 | 3  | 4  | 10 | 16 | 24 | −8   |
| 17.º | San Telmo            | 10   | 17 | 3  | 4  | 10 | 12 | 25 | −13  |
| 18.º | Victoriano Arenas    | 6    | 17 | 1  | 4  | 12 | 13 | 30 | −17  |

|  | Se consagró campeón del Torneo Apertura. |
|  | Clasificados al Torneo Reducido.         |

|  |

## Torneo Clausura

### Tabla de posiciones
| Pos. | Equipo               | Pts. | PJ | PG | PE | PP | GF | GC | Dif. |
| ---- | -------------------- | ---- | -- | -- | -- | -- | -- | -- | ---- |
| 1.º  | Colegiales           | 23   | 17 | 8  | 7  | 2  | 18 | 11 | 7    |
| 2.º  | Berazategui          | 22   | 17 | 10 | 2  | 5  | 24 | 12 | 12   |
| 3.º  | Leandro N. Alem      | 21   | 17 | 9  | 3  | 5  | 25 | 14 | 11   |
| 4.º  | Argentino de Quilmes | 20   | 17 | 8  | 4  | 5  | 23 | 13 | 10   |
| 5.º  | San Telmo            | 20   | 17 | 6  | 8  | 3  | 17 | 11 | 6    |
| 6.º  | Midland              | 20   | 17 | 7  | 6  | 4  | 25 | 21 | 4    |
| 7.º  | Brown de Adrogué     | 18   | 17 | 6  | 6  | 5  | 21 | 16 | 5    |
| 8.º  | Argentino de Merlo   | 18   | 17 | 6  | 6  | 5  | 22 | 19 | 3    |
| 9.º  | Juventud Unida       | 18   | 17 | 6  | 6  | 5  | 21 | 22 | −1   |
| 10.º | Flandria             | 17   | 17 | 7  | 3  | 7  | 21 | 17 | 4    |
| 11.º | Barracas Central     | 17   | 17 | 6  | 5  | 6  | 19 | 18 | 1    |
| 12.º | Tristán Suárez       | 16   | 17 | 5  | 6  | 6  | 14 | 16 | −2   |
| 13.º | Excursionistas       | 15   | 17 | 5  | 5  | 7  | 17 | 20 | −3   |
| 14.º | Defensores Unidos    | 15   | 17 | 5  | 5  | 7  | 19 | 26 | −7   |
| 15.º | Deportivo Paraguayo  | 15   | 17 | 6  | 3  | 8  | 13 | 20 | −7   |
| 16.º | Victoriano Arenas    | 13   | 17 | 4  | 5  | 8  | 15 | 30 | −15  |
| 17.º | Lugano               | 11   | 17 | 1  | 9  | 7  | 6  | 15 | −9   |
| 18.º | Claypole             | 7    | 17 | 0  | 7  | 10 | 9  | 28 | −19  |

|  | Se consagró campeón del Torneo Clausura. |
|  | Clasificados al Torneo Reducido.         |

|  |

## Final por el campeonato
Fue disputada por los ganadores de los torneos Apertura y Clausura, Argentino de Quilmes y Colegiales respectivamente. El ganador se consagró campeón y obtuvo el primer ascenso a la Primera B Metropolitana.
| Colegiales | 1 - 0 | Argentino de Quilmes | Libertarios Unidos | 10 de abril de 1993 |

| Argentino de Quilmes | 1 - 0 | Colegiales | Argentino de Quilmes | 17 de abril |

| Argentino de Quilmes                                                 | 0 - 1 | Colegiales | Eduardo Gallardón | 21 de abril |
| Colegiales se coronó campeón y ascendió a la Primera B Metropolitana |       |            |                   |             |

## Tabla de posiciones final de la temporada
| Pos. | Equipo               | Pts. | PJ | PG | PE | PP | GF | GC | Dif. |
| ---- | -------------------- | ---- | -- | -- | -- | -- | -- | -- | ---- |
| 1.º  | Argentino de Quilmes | 46   | 34 | 18 | 10 | 6  | 52 | 26 | 26   |
| 2.º  | Colegiales           | 45   | 34 | 16 | 13 | 5  | 47 | 23 | 24   |
| 3.º  | Flandria             | 42   | 34 | 17 | 8  | 9  | 45 | 31 | 14   |
| 4.º  | Berazategui          | 39   | 34 | 17 | 5  | 12 | 46 | 31 | 15   |
| 5.º  | Deportivo Paraguayo  | 38   | 34 | 14 | 10 | 10 | 40 | 34 | 6    |
| 6.º  | Midland              | 37   | 34 | 13 | 11 | 10 | 41 | 35 | 6    |
| 7.º  | Argentino de Merlo   | 37   | 34 | 14 | 9  | 11 | 41 | 38 | 3    |
| 8.º  | Brown de Adrogué     | 36   | 34 | 14 | 8  | 12 | 41 | 32 | 9    |
| 9.º  | Barracas Central     | 36   | 34 | 14 | 8  | 12 | 35 | 35 | 0    |
| 10.º | Defensores Unidos    | 33   | 34 | 12 | 9  | 13 | 46 | 48 | −2   |
| 11.º | Tristán Suárez       | 32   | 34 | 11 | 10 | 13 | 38 | 39 | −1   |
| 12.º | Excursionistas       | 32   | 34 | 11 | 10 | 13 | 33 | 41 | −8   |
| 13.º | Leandro N. Alem      | 31   | 34 | 12 | 7  | 15 | 41 | 38 | 3    |
| 14.º | Lugano               | 31   | 34 | 9  | 13 | 12 | 20 | 34 | −14  |
| 15.º | San Telmo            | 30   | 34 | 9  | 12 | 13 | 29 | 36 | −7   |
| 16.º | Juventud Unida       | 30   | 34 | 8  | 14 | 12 | 29 | 37 | −8   |
| 17.º | Victoriano Arenas    | 19   | 34 | 5  | 9  | 20 | 28 | 60 | −32  |
| 18.º | Claypole             | 18   | 34 | 3  | 12 | 19 | 18 | 52 | −34  |

|  | Clasificado al Torneo Reducido tras perder la final por el campeonato.                |
|  | Campeón. Ascendió a la Primera B Metropolitana tras ganar la final por el campeonato. |
|  | Clasificados al Torneo Reducido por su ubicación en el Apertura o el Clausura.        |
|  | Clasificados al Torneo Reducido por su ubicación en esta tabla.                       |

|  |

## Torneo Reducido

### Cuadro de desarrollo
|  | Cuartos de final        | Cuartos de final        | Cuartos de final        | Cuartos de final        |   |                      | Semifinales    | Semifinales    | Semifinales    | Semifinales    |  |                      | Final                   | Final                   | Final                   | Final                   |  |
|  | 24 de abril y 2 de mayo | 24 de abril y 2 de mayo | 24 de abril y 2 de mayo | 24 de abril y 2 de mayo |   |                      | 8 y 15 de mayo | 8 y 15 de mayo | 8 y 15 de mayo | 8 y 15 de mayo |  |                      | 22 de mayo y 6 de junio | 22 de mayo y 6 de junio | 22 de mayo y 6 de junio | 22 de mayo y 6 de junio |  |
|  |                         |                         |                         |                         |   |                      |                |                |                |                |  |                      |                         |                         |                         |                         |  |
|  |                         |                         |                         |                         |   |                      |                |                |                |                |  |                      |                         |                         |                         |                         |  |
|  | Argentino de Quilmes    | 1                       | 7                       | 8                       |   |                      |                |                |                |                |  |                      |                         |                         |                         |                         |  |
|  | Argentino de Quilmes    | 1                       | 7                       | 8                       |   |                      |                |                |                |                |  |                      |                         |                         |                         |                         |  |
|  | Leandro N. Alem         | 0                       | 0                       | 0                       |   |                      |                |                |                |                |  |                      |                         |                         |                         |                         |  |
|  | Leandro N. Alem         | 0                       | 0                       | 0                       |   | Argentino de Quilmes | 1              | 3              | 4              |                |  |                      |                         |                         |                         |                         |  |
|  |                         |                         |                         |                         |   | Argentino de Quilmes | 1              | 3              | 4              |                |  |                      |                         |                         |                         |                         |  |
|  |                         |                         | Argentino de Merlo      | 1                       | 0 | 1                    |                |                |                |                |  |                      |                         |                         |                         |                         |  |
|  | Berazategui             | 1                       | Argentino de Merlo      | 1                       | 0 | 1                    | 0              | 1              |                |                |  |                      |                         |                         |                         |                         |  |
|  | Berazategui             | 1                       |                         |                         |   |                      |                |                |                |                |  |                      |                         |                         |                         |                         |  |
|  | Argentino de Merlo      | 2                       | 0                       | 2                       |   |                      |                |                |                |                |  |                      |                         |                         |                         |                         |  |
|  | Argentino de Merlo      | 2                       | 0                       | 2                       |   |                      |                |                |                |                |  | Argentino de Quilmes | 0                       | 2                       | 2                       |                         |  |
|  |                         |                         |                         |                         |   |                      |                |                |                |                |  | Argentino de Quilmes | 0                       | 2                       | 2                       |                         |  |
|  |                         |                         | Deportivo Paraguayo     | 1                       | 0 | 1                    |                |                |                |                |  |                      |                         |                         |                         |                         |  |
|  | Flandria                | 2                       | Deportivo Paraguayo     | 1                       | 0 | 1                    | 1              | 3              |                |                |  |                      |                         |                         |                         |                         |  |
|  | Flandria                | 2                       |                         |                         |   |                      |                |                |                |                |  |                      |                         |                         |                         |                         |  |
|  | Brown de Adrogué        | 1                       | 1                       | 2                       |   |                      |                |                |                |                |  |                      |                         |                         |                         |                         |  |
|  | Brown de Adrogué        | 1                       | 1                       | 2                       |   | Flandria             | 2              | 0              | 2 (4)          |                |  |                      |                         |                         |                         |                         |  |
|  |                         |                         |                         |                         |   | Flandria             | 2              | 0              | 2 (4)          |                |  |                      |                         |                         |                         |                         |  |
|  |                         |                         | Deportivo Paraguayo     | 2                       | 0 | 2 (5)                |                |                |                |                |  |                      |                         |                         |                         |                         |  |
|  | Deportivo Paraguayo     | 0                       | Deportivo Paraguayo     | 2                       | 0 | 2 (5)                | 1              | 1 (3)          |                |                |  |                      |                         |                         |                         |                         |  |
|  | Deportivo Paraguayo     | 0                       |                         |                         |   |                      |                |                |                |                |  |                      |                         |                         |                         |                         |  |
|  | Midland                 | 1                       | 0                       | 1 (2)                   |   |                      |                |                |                |                |  |                      |                         |                         |                         |                         |  |
|  | Midland                 | 1                       | 0                       | 1 (2)                   |   |                      |                |                |                |                |  |                      |                         |                         |                         |                         |  |
|  |                         |                         |                         |                         |   |                      |                |                |                |                |  |                      |                         |                         |                         |                         |  |

- Nota: En cada llave, el equipo que ocupa la primera línea es el que definió la serie como local.

Argentino de Quilmes ascendió a la Primera B Metropolitana.

## Tabla de descenso
| Pos  | Equipo               | Prom. | 1990-91 | 1991-92 | 1992-93 | Pts | PJ  |
| ---- | -------------------- | ----- | ------- | ------- | ------- | --- | --- |
| 1.º  | Argentino de Quilmes | 1,264 | 37      | 46      | 46      | 129 | 102 |
| 2.º  | Colegiales           | 1,215 | 39      | 40      | 45      | 124 | 102 |
| 3.º  | Excursionistas       | 1,176 | 46      | 42      | 32      | 120 | 102 |
| 4.º  | Deportivo Paraguayo  | 1,117 | -       | -       | 38      | 38  | 34  |
| 5.º  | Barracas Central     | 1,058 | -       | -       | 36      | 36  | 34  |
| 6.º  | San Telmo            | 1,049 | 37      | 40      | 30      | 107 | 102 |
| 7.º  | Flandria             | 1,039 | 34      | 30      | 42      | 106 | 102 |
| 8.º  | Berazategui          | 1,000 | -       | 27      | 39      | 66  | 66  |
| 9.º  | Defensores Unidos    | 0,970 | -       | -       | 33      | 33  | 34  |
| 10.º | Claypole             | 0,921 | 38      | 38      | 18      | 94  | 102 |
| 11.º | Argentino de Merlo   | 0,911 | 28      | 28      | 37      | 93  | 102 |
| 12.º | Brown de Adrogué     | 0,909 | -       | 24      | 36      | 60  | 66  |
| 13.º | Juventud Unida       | 0,882 | -       | -       | 30      | 30  | 34  |
| 14.º | Midland              | 0,803 | 28      | 17      | 37      | 82  | 102 |
| 15.º | Leandro N. Alem      | 0,774 | 32      | 16      | 31      | 79  | 102 |
| 16.º | Lugano               | 0,754 | 26      | 20      | 31      | 77  | 102 |
| 17.º | Tristán Suárez       | 0,754 | 26      | 19      | 32      | 77  | 102 |
| 18.º | Victoriano Arenas    | 0,621 | -       | 22      | 19      | 41  | 66  |

|  | Disputaron un desempate para evitar el descenso. |
|  | Descendió a la Primera D.                        |

### Desempate por el descenso
Al haber finalizado igualados en la anteúltima ubicación, Lugano y Tristán Suárez debieron disputar un partido desempate para definir el segundo descenso de la temporada.
| Lugano                                                                             | 0 - 1 | Tristán Suárez | Lorenzo Arandilla | 10 de abril de 1993 |
| Lugano descendió a la Primera D, mientras que Tristán Suárez mantuvo la categoría. |       |                |                   |                     |